# ISO 3166-2:CU
ISO 3166-2:CU — стандарт Международной организации по стандартизации, который определяет геокоды. Является подмножеством стандарта ISO 3166-2, относящимся к Кубе. Стандарт охватывает 14 провинций и 1 особый муниципалитет Кубы. Каждый геокод состоит из двух частей: кода Alpha2 по стандарту ISO 3166-1 для Кубы — CU и дополнительного кода, записанных через дефис. Дополнительный код образован двухзначным числом. Геокоды провинций и особого муниципалитета Кубы являются подмножеством кодов домена верхнего уровня — CU, присвоенного Кубе в соответствии со стандартами ISO 3166-1.

## Геокоды Кубы
Геокоды 14 провинций и 1 особого муниципалитета административно-территориального деления Кубы.
| Геокод | Административная единица | Статус               |
| ------ | ------------------------ | -------------------- |
| CU-09  | Камагуэй                 | провинция            |
| CU-08  | Сьего-де-Авила           | провинция            |
| CU-06  | Сьенфуэгос               | провинция            |
| CU-03  | Гавана                   | город                |
| CU-12  | Гранма                   | провинция            |
| CU-14  | Гуантанамо               | провинция            |
| CU-11  | Ольгин                   | провинция            |
| CU-02  | Гавана                   | провинция            |
| CU-10  | Лас-Тунас                | провинция            |
| CU-04  | Матансас                 | провинция            |
| CU-01  | Пинар-дель-Рио           | провинция            |
| CU-07  | Санкти-Спиритус          | провинция            |
| CU-13  | Сантьяго-де-Куба         | провинция            |
| CU-05  | Вилья-Клара              | провинция            |
| CU-99  | Хувентуд                 | особый муниципалитет |

## Геокоды пограничных Кубе государств
- Мексика — ISO 3166-2:MX (на западе (морская граница)),
- США — ISO 3166-2:US (на севере (морская граница)),
- Багамские острова — ISO 3166-2:BS (на северо-востоке (морская граница)),
- Гаити — ISO 3166-2:HT (на востоке (морская граница)),
- Ямайка — ISO 3166-2:JM (на юге (морская граница)).